# Panorpa pallidimaculata
Panorpa pallidimaculata är en näbbsländeart som beskrevs av Syuti Issiki 1929. Panorpa pallidimaculata ingår i släktet Panorpa och familjen skorpionsländor. Inga underarter finns listade i Catalogue of Life.